# Сокольське князівство
Сокольське (Сокульське) князівство — удільне васальне князівство 15-17 ст. у Великому князівстві Литовському (від 1569 — Речі Посполитій). Являло невеличке володіння на Волині з центром у замку Соколь (тепер село Сокіл в Волинській області). Перебувало у власності гілки роду Четвертинських.

## Історія
Утворилося внаслідок розподілу Четвертинського князівства між 1488 та 1490 роками. Один із синів князя Михайла Григоровича Четвертинського — Михайло отримав Сокольський уділ. Став зватися князем на Соколі. Його нащадки отримали прізвисько Сокольських. У Михайла було троє синів: Юрій († бл. 1538), Василь († 1528) та Солтан († 1544). В подальшому князівством спільно володіли нащадки Василя та Солтана Михайловичів, які перебували у почті магнатів Острозьких, Заславських та Четвертинських.
За дослідженням Олега Однороженка виявлено герби князів Сокольських, які різняться між нащадками Василя і Солтана. На печатці Василя Михайловича з 1525 року, круглої форми розміром 24 мм, вміщено знак у вигляді двох півкіл, горішнє з яких лежить кінцями вгору, долішнє — додолу, які перетинає хрест. Дещо інший вигляд має герб на печатках молодших братів Василя Михайловича — Солтана та Юрія князів Сокольських. Печатка першого з них з 1528 року, що має круглу форму розміром 22 мм та коловий напис «ПЕЧАТЬ СОЛТАNОВО», містить в своєму полізнак у вигляді кола під хрестиком і з чотирма півкруглими відгалуженнями згори. На печатці Юрія Михайловича з 1528—1532 роках, восьмикутної форми розміром 15×11 мм, присутній аналогічний знак, який розміщено на щиті.
З чисельного родоводу на кінець XVI ст. князівством володіли лише Максим Васильович та Марко Солтанович. Після смерті їхніх чоловічих нащадків у 1610-х роках, князівство було розділено між чоловіками їхніх доньок — представників родів Збаразьких, Корчмінських, Ярмолінських. З цим удільне князівство припинило своє існування.